# Олімпійська рада Азії
Олімпійська рада Азії (англ. Olympic Council of Asia, OCA) — міжнародна олімпійська організація, що включає нині 45 національних комітетів країн Азії. Штаб-квартира ОСА розташована в Кувейті.

## Країни-учасники
У наступній таблиці наведено країни Азії, що мають національні олімпійські комітети і входять до Олімпійської ради Азії. У другому стовпці перша дата означає рік створення НОК, друга — визнання його Міжнародним олімпійським комітетом, якщо дати не збігаються, третя — рік входження до Олімпійської ради Азії. НОК Макао визнаний Олімпійською радою Азії, але не визнається МОК і не бере участі в Олімпійських іграх.
| Країна            | Рік створення      |
| ----------------- | ------------------ |
| Афганістан        | 1935 / 1936 / 1982 |
| Бахрейн           | 1978 / 1979 / 1982 |
| Бангладеш         | 1979 / 1980 / 1982 |
| Бутан             | 1983               |
| Бруней            | 1984               |
| В'єтнам           | 1952 / 1979 / 1982 |
| Гонконг           | 1950 / 1951 / 1982 |
| Ємен              | 1971 / 1981 / 1982 |
| Індія             | 1927 / 1927 / 1982 |
| Індонезія         | 1946 / 1952 / 1982 |
| Ірак              | 1948 / 1948 / 1982 |
| Іран              | 1947 / 1947 / 1982 |
| Йорданія          | 1957 / 1963 / 1982 |
| Казахстан         | 1990 / 1993 / 1993 |
| Камбоджа          | 1983 / 1984 / 1994 |
| Катар             | 1979 / 1980 / 1982 |
| Киргизстан        | 1991 / 1993 / 1993 |
| КНР               | 1910 / 1979 / 1982 |
| Китайський Тайбей | 1960 / 1960 / 1982 |
| Південна Корея    | 1956 / 1956 / 1982 |
| Північна Корея    | 1953 / 1957 / 1982 |
| Кувейт            | 1957 / 1966 / 1982 |
| Лаос              | 1975 / 1979 / 1982 |
| Ліван             | 1947 / 1948 / 1982 |
| Макао             | 1987 / — / 1989    |
| Малайзія          | 1953 / 1954 / 1982 |
| Мальдіви          | 1985               |
| Монголія          | 1956 / 1962 / 1982 |
| М'янма            | 1946 / 1947 / 1982 |
| Непал             | 1962 / 1963 / 1982 |
| ОАЕ               | 1979 / 1980 / 1982 |
| Оман              | 1982               |
| Пакистан          | 1948 / 1948 / 1982 |
| Палестина         | 1995               |
| Саудівська Аравія | 1964 / 1965 / 1982 |
| Сінгапур          | 1947 / 1948 / 1982 |
| Сирія             | 1948 / 1948 / 1982 |
| Таджикистан       | 1992 / 1993 / 1993 |
| Таїланд           | 1948 / 1950 / 1982 |
| Східний Тимор     | 2003               |
| Туркменістан      | 1990 / 1993 / 1993 |
| Узбекистан        | 1992 / 1993 / 1993 |
| Філіппіни         | 1911 / 1929 / 1982 |
| Шрі-Ланка         | 1937 / 1937 / 1982 |
| Японія            | 1911 / 1912 / 1982 |

## Колишні країни-учасники
Ізраїль був членом Федерації Азійських ігор, але був виключений з Олімпійської ради Азії після реструктуризації в 1981 році. З 1994 року він входить до Європейських олімпійських комітетів.